# Suchsel

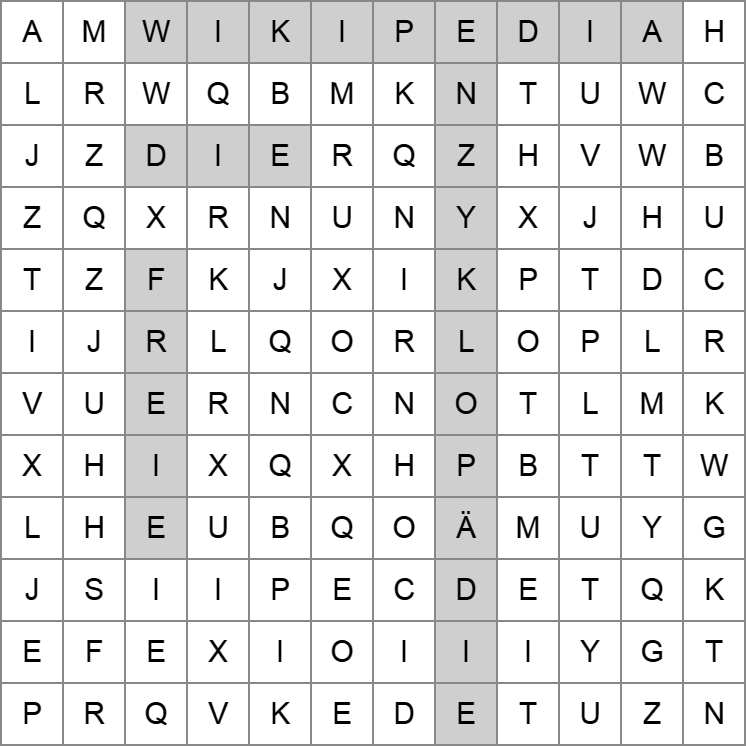
Ein Suchsel mit den versteckten Wörtern „Wikipedia“, „die“, „freie“ und „Enzyklopädie“. (Wörter wurden hervorgehoben)

Als Suchsel bezeichnet man eine Rätselform, bei der in einem mit Buchstaben gefüllten quadratischen oder rechteckigen Gitternetz Wörter bzw. Begriffe versteckt sind, die gefunden werden müssen. Umgangssprachlich werden Suchsel aufgrund ihres Erscheinungsbilds auch als Buchstabensalat, Buchstabengitter oder Wortsuchrätsel bezeichnet. Allerdings wird die Bezeichnung Buchstabensalat auch für eine Rätselform verwendet, bei der Buchstaben ungeordnet auf eine begrenzte Fläche verteilt sind, aus denen sinnvolle Wörter bzw. Begriffe zu bilden sind.

## Einsatzbereiche
Das Suchsel wird unter anderem im pädagogischen Bereich als Lernspiel für Kinder zur Festigung des Lernprozesses insbesondere im Grundschulalter genutzt. Hier dient es primär zur Übung und dem Ausbau der Konzentrationsfähigkeit und visuellen Wahrnehmung. Dies ist im weiteren Verlauf des Lesenlernens von großer Bedeutung, da hierzu der Text gleichsam gescannt und in Seitenbewegung um Wort und Satzteil erfasst werden muss. Insbesondere ein Suchsel, in dem Wörter in Leserichtung versteckt sind, trainiert das Auge entsprechend. Aber auch das Erfassen eines Wortbildes auf einen Blick wird durch ein Suchsel gefördert.
Der Einsatzbereich eines Suchsels beschränkt sich aber nicht nur auf die Vorschule oder die Grundschulpädagogik. Es findet auch zusammen mit anderen Buchstabenspielen zur Unterstützung beim Erlernen einer Fremdsprache bis in den Bereich der Erwachsenenbildung seine Anwendung.
Des Weiteren finden sich auch in Rätselzeitschriften immer wieder Suchsels in verschiedenen Schwierigkeitsgraden.

## Schwierigkeitsgrade
Der Schwierigkeitsgrad kann je nach Einsatz in verschiedenen Arten variiert werden:
- Suchrichtung: Grundlegend müssen die Wörter in der entsprechenden Leserichtung der jeweiligen Sprache in der Horizontalen oder der Vertikalen gesucht werden. In den meisten Sprachen ist diese von links nach rechts. Darüber hinaus kann der Schwierigkeitsgrad dadurch erhöht werden, dass die Wörter auch in der Diagonalen oder entgegengesetzt der Leserichtung – zum Beispiel von rechts nach links gelesen – versteckt sein können.

- Größe des Suchfelds: Auch die Größe des Suchfelds kann zur Steigerung des Schwierigkeitsgrads genutzt werden. Je größer das Suchfeld, desto höher muss die Konzentration des Lösenden sein.

- Wortanzahl: Sehr eng mit der Größe des Suchfelds und dem Schwierigkeitsgrad ist auch die Anzahl der darin versteckten Wörter verknüpft. Je mehr Wörter in einem gleichbleibend großen Buchstabengitter versteckt sind, desto niedriger ist der Schwierigkeitsgrad. Betrachtet man beide Faktoren zusammen, so ist häufig auch von einer Wortdichte die Rede.

- Wortwahl: Auch über die Wortwahl kann die Schwierigkeit in Bezug auf den Einsatzbereich verändert werden. Werden eher für den Lösenden unbekannte Wörter verwendet, so muss sich dieser in höherem Maße konzentrieren, wodurch die Lernfähigkeit steigt. Werden eher bekannte Wörter versteckt, so dient dies im weiteren Sinne der Festigung des bereits Erlernten.

- Hinweise: Je nach Schwierigkeitsgrad sind oftmals verschiedene Hinweise gegeben. Beispielsweise kann die Anzahl der zu suchenden Wörter oder sogar eine Liste der versteckten Wörter angegeben sein.